# ANITA (ISS)
ANITA (Analysing Interferometer for Ambient Air, deutsch Analytisches Interferometer für Umgebungsluft) ist ein Luftanalysegerät, welches von OHB und SINTEF im Auftrag der ESA entwickelt wurde. Ziel der Payload ist es die Luftqualität auf der Internationalen Raumstation ISS zu messen.
ANITA-1
wurde zwischen September 2007 und August 2008 im ISS-Labormodul Destiny eingesetzt. Mit ihm lassen sich durch optische Analysen bis zu 32 Spurengase in der Atemluft nachweisen, inklusive Formaldehyd, Ammoniak, Kohlenmonoxid, Methanol, Ethanol, Butanol und Freon 218. Eine Auswertungssoftware ermöglicht kontinuierliche Messberichte.
ANITA-2
wurde mit SpaceX CRS-24 am 21. Dezember 2021 zur Internationalen Raumstation gebracht. ANITA-2 ist eine Weiterentwicklung von ANITA-1. Masse und Volumen wurde um mehr als einen Faktor 2 verringert und dabei die Nachweisgrenze der Gase noch weiter verbessert. ANITA-2 ist für 37 Spurengase kalibriert.

## Funktionsweise
Die Funktionsweise von ANITA basiert auf der Fourier-Transform-Infrared-Technologie (FTIR). Das Messprinzip nutzt die gasspezifischen Absorptionseigenschaften im Infrarotbereich für den Nachweis und die Quantifizierung der Spurengase. Bei diesem Verfahren wird für die Messungen keine Trennung der Gase vorgenommen. Nach der Messung wird das Gas in unverändertem Zustand wieder in die Kabine zurückgegeben. Da das Gerät lediglich Strom benötigt, sind keine weiteren Verbrauchsgüter erforderlich. Durch den zusätzlichen Einsatz von mobilen Gasbeuteln und einer Handpumpe können die Astronauten auch an jeder beliebigen Stelle der ISS Luftproben ziehen und von ANITA analysieren lassen.
Es wird alle sechs Minuten automatisch eine Messung vorgenommen.

## Nutzen
Mit Hilfe von ANITA konnte das Kältemittel Freon 218 detektiert werden, welches aus einem russischen Kühlkreislauf ausgetreten ist. Es wendete nicht nur Gefahren von der Besatzung ab, sondern verhinderte auch eine unnötige Evakuierung der Raumstation im Falle einer zunächst nicht identifizierbaren Verunreinigung der Kabinenluft.